# Thyene typica
Thyene typica là một loài nhện trong họ Salticidae.
Loài này thuộc chi Thyene. Thyene typica được Jastrzebski miêu tả năm 2006.